# ハンニバル・フォン・リュッティヒャウ
ハンニバル・ジークフリート・ヴォルフ・クルト・フォン・リュッティヒャウ（ドイツ語: Hannibal Siegfried Wolff Curt von Lüttichau、1915年2月2日 - 2002年1月25日）は、第二次世界大戦時のドイツ国防軍陸軍の軍人。最終階級は少佐。軍事的リーダーシップなどが認められて騎士鉄十字勲章を受勲した。

## 叙勲
- 騎士鉄十字章 (1945年1月16日)：第2装甲連隊第2大隊の大尉として[1]
- 聖ヨハネ騎士団の正義の騎士(ブランデンブルク管轄区域)（英語版）